# Фигурное катание

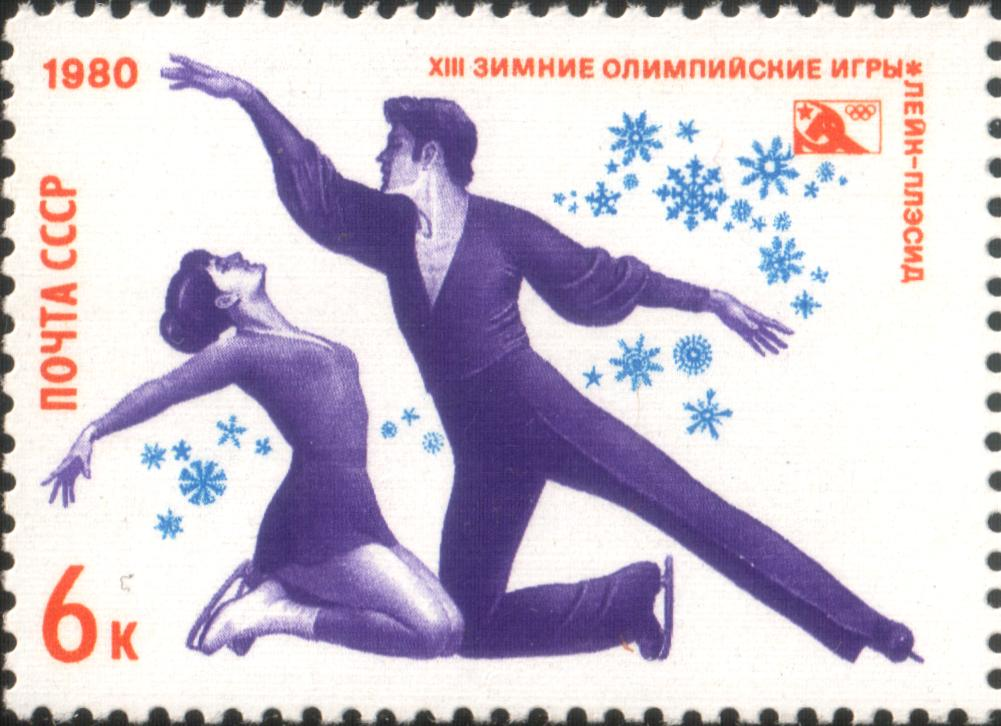
Фигурное катание

Фигу́рное ката́ние — конькобежный вид спорта, относится к сложно координационным видам спорта. Основная идея заключается в передвижении спортсмена или пары спортсменов на коньках по льду с переменами направления скольжения и выполнении дополнительных элементов (вращений, прыжков, комбинаций шагов, поддержек и др.) под музыку.
В 1908 и 1920 годах соревнования по фигурному катанию прошли на летних Олимпийских играх; фигурное катание было первым из зимних видов спорта, попавших в олимпийскую программу. С 1924 года фигурное катание неизменно входит в программу зимних Олимпийских игр.
C 1886 года и по настоящее время официальные международные соревнования по фигурному катанию, такие как чемпионат мира, чемпионат Европы, чемпионат Четырёх континентов и другие проходят под эгидой Международного союза конькобежцев (ИСУ, от англ. International Skating Union, ISU).
Групповое синхронное катание пока не включено в программу официальных соревнований, по данному виду фигурного катания проходит отдельный чемпионат мира по синхронному катанию на коньках.
С 2014 года в программу зимних Олимпийских игр включены командные соревнования по фигурному катанию, в которых участвуют 10 сборных.

## История

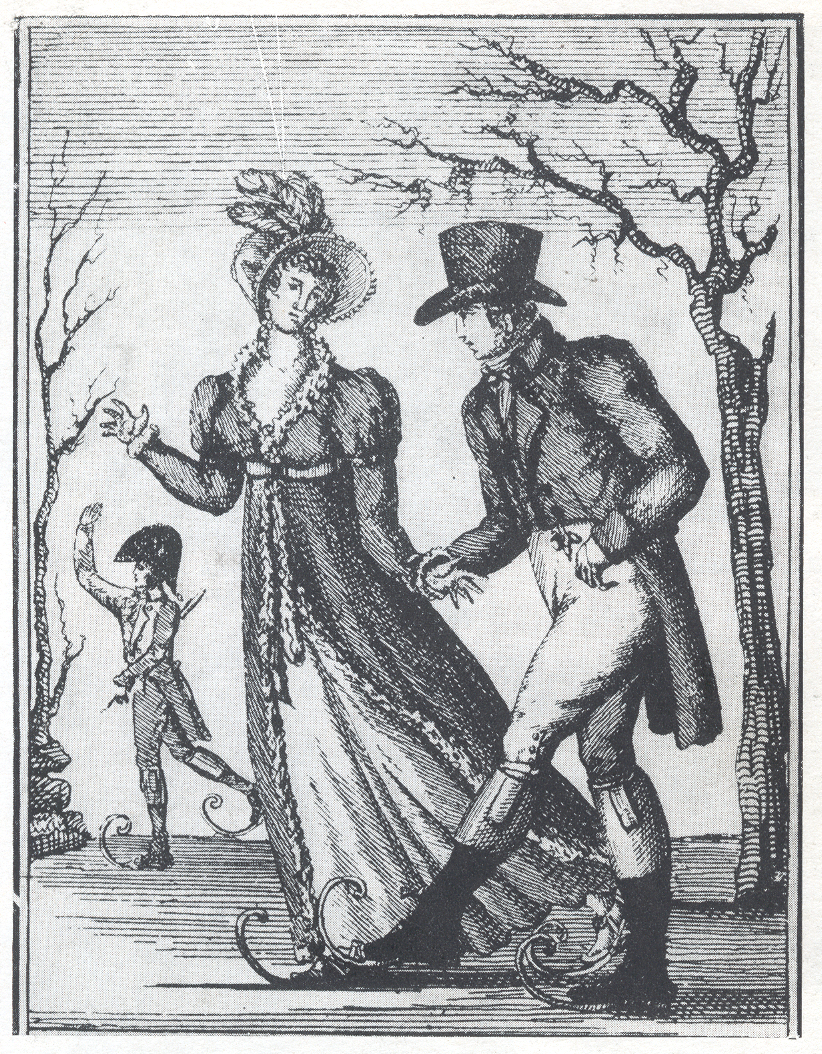
Гравюра. Пара фигуристов

### Общая история
Истоки фигурного катания лежат в далеком прошлом и уходят корнями в бронзовый век (конец 4-го — начало 1-го тысячелетия до н. э.), об этом свидетельствуют находки археологов — костяные коньки, выполненные из фаланг конечностей крупных животных. Подобные находки встречаются во многих странах Европы, а самые древние «коньки» были обнаружены на берегу Южного Буга недалеко от Одессы. (Основная статья Фигурные коньки)
Однако рождение фигурного катания как вида спорта связывают с моментом, когда коньки начали изготавливать из железа, а не из кости, как раньше. По данным исследований, впервые это произошло в Голландии, в XII—XIV веке. Первоначально фигурное катание представляло собой состязание по мастерству вычерчивать на льду разнообразные фигуры, сохраняя при этом красивую позу.
Первые клубы любителей фигурного катания появились в XVIII веке в Британской империи, в Эдинбурге (1742). Там же были разработаны и перечень обязательных для исполнения в соревнованиях фигур, и первые официальные правила соревнований. Лейтенант артиллерии Роберт Джоунз издал «Трактат о катании на коньках» (1772), в котором описал все основные фигуры, известные на то время.
Из Европы фигурное катание попало в США и Канаду, где получило огромное развитие. Здесь были созданы многочисленные клубы фигуристов, разрабатывались новые модели коньков, создавалась своя школа техники. Когда в 1860-х годах в Европу с гастролями приехал фигурист из США Джексон Хейнс, то выяснилось, что даже самым опытным европейским фигуристам есть чему у него поучиться.

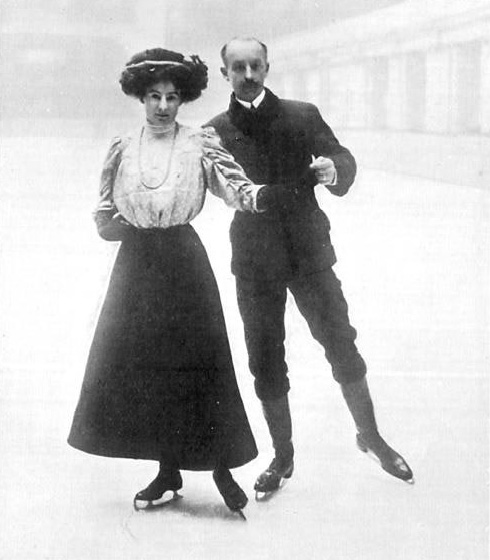
Фигуристы (1908)

Николай Александрович Панин-Коломенкин писал:
… он (Джексон Гейнц) показал изумленным европейцам совершенно неожиданные возможности исполнения связных последовательностей, стремительнейших фигур и элегантных ритмических танцев в красивейших постановках и грациознейших движениях тела. Влияние его искусства было колоссально. Оно послужило тем толчком, который вызвал огромный качественный скачок вперед и привел впоследствии к образованию новой формы проявления искусства.
Спустя 100 лет (с 1742 года) в фигурном катании уже были известны практически все современные обязательные фигуры и основные технические приемы для их исполнения, о чём свидетельствуют книги «Искусство катания на коньках» Д. Андерсона, президента клуба конькобежцев города Глазго, и труд X. Вандервела и Т. Максвелла Уитмана из Лондона. Эти книги содержат описания всех восьмёрок, троек, крюков и других элементов, которые лежат в основе современного фигурного катания.
На I Конгрессе конькобежцев в 1871 году фигурное катание было признано как вид спорта.

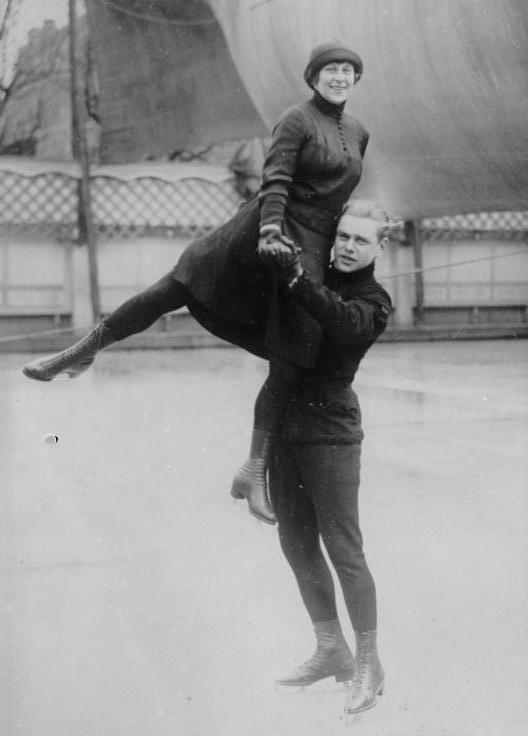
Немецкие фигуристы (1928)

В 1882 году в Вене состоялись первые в Европе официальные соревнования по фигурному катанию. Правда, первоначально, как отмечает Алексей Мишин, «это были своего рода кулуарные соревнования», так как в них принимало участие всего несколько спортсменов.
Но подход к соревнованиям изменился после того, как в Санкт-Петербург в 1890 году на соревнования, посвященные 25-летию катка в Юсуповском саду, были приглашены лучшие фигуристы со всего мира. В Санкт-Петербург приехали чемпион США Л. Рубен-Стейн, чемпион Германии Ф. Кайзер, лучшие фигуристы Австрии, Финляндии, Англии, Голландии, Швеции, Норвегии. Соревнования приобрели статус «неофициального чемпионата мира», победителем этих состязаний во всех видах программы стал почетный член «Петербургского общества любителей бега на коньках» Алексей Лебедев.
На следующий год, в 1891 году, в Гамбурге состоялся первый чемпионат Европы в мужском одиночном катании (победил немецкий фигурист Оскар Улиг).
Но демонстрация международного размаха и потенциала фигурного катания, показанного на соревнованиях в Санкт-Петербурге, не давала покоя. Поэтому уже в 1892 году был создан Международный союз конькобежцев (ISU), который должен был руководить организацией международных соревнований.
Через 4 года, в 1896 году, в Санкт-Петербурге состоялся первый чемпионат мира по фигурному катанию (победитель — Гилберт Фукс, Германская империя). В 1903 году в честь 200-летия Санкт-Петербурга «Петербургскому обществу любителей бега на коньках» было предоставлено право проведения 8-го чемпионата мира (1-е место — швед Ульрих Сальхов, 2-е — Николай Панин-Коломенкин).

### История дисциплин
Первые соревнования по фигурному катанию проходили только среди мужчин-одиночников, женщины-фигуристки получили возможность участвовать в чемпионатах мира лишь через 10 лет. Правда, в 1901 году, под давлением общественности, ИСУ в виде исключения позволил участвовать в мужских соревнованиях женщине — англичанке Медж Сайерс.
Официально первый чемпионат мира среди женщин-одиночниц прошёл в конце января 1906 года в Давосе (Швейцария). Обязательные фигуры у женщин и у мужчин были аналогичными, но произвольное катание женщин сразу же обратило на себя внимание высокой художественностью, пластикой и музыкальностью движений.
Можно сказать, что парное фигурное катание появилось сразу после популяризации этого вида спорта. Но официально первые соревнования прошли только в 1908 году в Санкт-Петербурге. Немецкие фигуристы Анна Хюблер и Генрих Бургер вошли в историю как первые олимпийские чемпионы в парном катании.

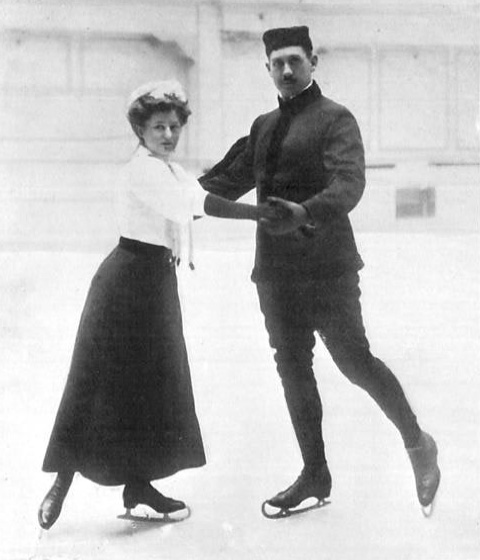
Анна Хюблер и Генрих Бургер, первые олимпийские чемпионы в парном катании (1908)

Такой вид фигурного катания как спортивные танцы на льду возник в конце 1940-х годов в Великобритании, а затем получили распространение во всем мире. В 1952 году спортивные танцы были включены в программу чемпионатов мира и Европы. В течение первых 10 лет на всех крупных международных состязаниях побеждали фигуристы Великобритании. В программу зимних Олимпийских игр танцы на льду были включены с 1976 года. Первыми Олимпийскими чемпионами в танцах на льду стали Людмила Пахомова и Александр Горшков.
Синхронное фигурное катание — это новейшая дисциплина фигурного катания. В современном виде синхронное катание появилось в 1960-х годах в США, но идея группового катания появилась намного раньше. Например, в России соревнования по групповому катанию на коньках (пары, четверки, восьмерки) проводились ещё в середине 1920-х годов, но тогда данный вид популярности не получил. В США этот вид стал развиваться как развлечение зрителей в перерывах хоккейных матчей. Оказалось, что синхронное катание очень яркий и интересный вид спорта.
Первые официальные соревнования по синхронному фигурному катанию прошли в 1976 году в Энн-Арборе, штат Мичиган, США. В 1994 году ISU официально признал синхронное фигурное катание пятой дисциплиной фигурного катания. В 1996 году в Бостоне (США) прошел первый Кубок мира по синхронному фигурному катанию. Первый чемпионат мира под эгидой ISU прошел в 2000 году в Миннеаполисе. С основания соревнований лидирующие позиции удерживают команды Швеции и Финляндии. Наиболее популярен этот вид спорта в Канаде, США, Швеции, Финляндии, Великобритании, Франции.

## Виды фигурного катания

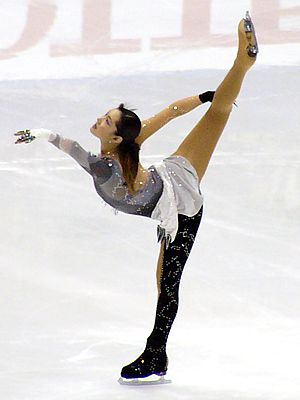
Сидзука Аракава (2004)

### Мужское и женское одиночные катания
Фигурист в одиночном катании должен продемонстрировать владение всеми группами элементов — шагами, спиралями, вращениями, прыжками. Чем выше качество и сложность исполняемых элементов, тем выше уровень спортсмена. Важными критериями также являются связь движений спортсмена с музыкой, пластичность, эстетичность и артистизм.
Соревнования в одиночном катании проходят в 2 этапа: первый этап — короткая программа, второй этап — произвольная программа.

### Парное катание
Задача спортсменов в парном катании — продемонстрировать владение элементами так, чтобы создать впечатление единства действий.
В парном катании наряду с традиционными элементами (шаги, спирали, прыжки) есть элементы, которые исполняются только в этом виде фигурного катания: поддержки, подкрутки, выбросы, тодесы, совместные и параллельные вращения. Важным критерием у парных спортсменов является синхронность исполнения элементов.
В парном катании так же, как и в одиночном, соревнования проходят в два этапа — короткой и произвольной программах.

### Спортивные танцы
В спортивных танцах на льду, с технической точки зрения, основное внимание уделено совместному исполнению танцевальных шагов в стандартных и нестандартных танцевальных позициях, причем не допускаются длительные разъединения партнёров. В отличие от парного фигурного катания, в спортивных танцах отсутствуют прыжки, выбросы и др. отличительные элементы парного фигурного катания.
В спортивных танцах важной составляющей успеха является плавность движений и привлекательный внешний вид пары, поэтому большое внимание уделено музыкальному сопровождению и тщательному подбору костюмов для каждой программы соревнований. Благодаря этому спортивные танцы — одно из самых зрелищных направлений в фигурном катании.
Современная программа официальных соревнований включает 2 танца: ритм-танец и произвольный.

### Синхронное катание

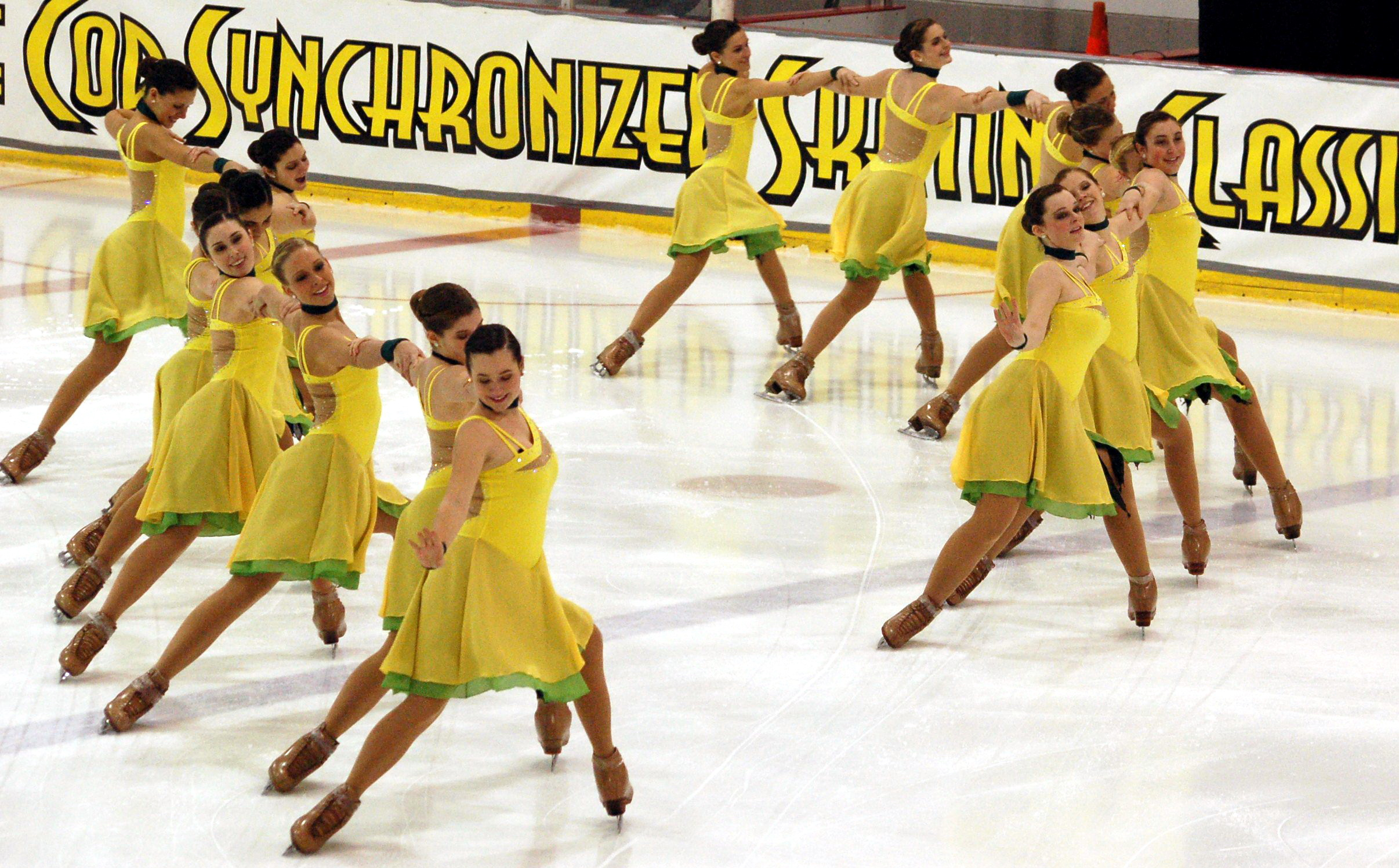
Команда по синхронному катанию

Команда по синхронному катанию насчитывает от 16 до 20 фигуристов. Команда может включать женщин и мужчин. По правилам ИСУ (ISU) команды делятся по следующим возрастным группам: новисы (соответствие первому и второму спортивным разрядам) — до 15 лет; юниоры (кандидаты в мастера спорта) — 12-18 лет; сеньоры (мастера спорта) — 14 лет и старше.
Ни техника, ни скольжение, ни исполнение отдельных элементов в синхронном катании от классического фигурного катания не отличаются. Но есть некая специфика катания в команде, которая вносит свои коррективы в исполнение элементов. Целью является выступление команды как единого целого.
В синхронном катании есть свои особенные обязательные элементы, такие как: круг, линия, колесо, пересечения, блоки. Запрещенные движения: любые поддержки, прыжки более чем в 1 оборот, пересечения, включающие спирали назад и др.
Соревнования по синхронному катанию состоят из короткой и произвольной программы.

## Правила и снаряжение
Все требования к программам (общие правила, специальные правила и технические правила) оговариваются и закрепляются на каждый сезон соревнований по фигурному катанию.[уточнить]

## Основные элементы фигурного катания
В фигурном катании можно выделить 4 основных, базовых элемента: шаги, спирали, вращения и прыжки. Также существует ряд специфических элементов, исполняемых в одном виде фигурного катания, например поддержки, подкрутки, выбросы, тодесы в парном катании.

### Шаги
Шаги представляют собой комбинации толчков и базовых элементов катания — дуг, троек, перетяжек, скобок, крюков, выкрюков и петель, с помощью которых фигурист перемещается по площадке. Шаги служат для соединения элементов в программе. Кроме того, дорожки шагов являются обязательным элементом программы.
По ныне существующей системе судейства существует 4 уровня сложности дорожек.

### Спирали

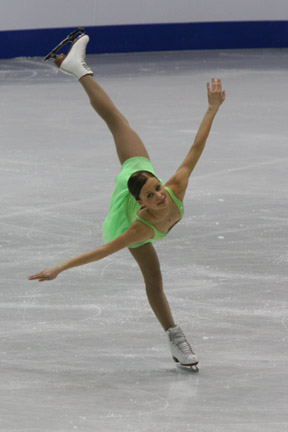
Спираль в положении ласточки (Енни Вяхямаа)

Спиралью называется позиция с одним коньком на льду и свободной ногой (включая колено и ботинок) выше уровня бедра. Позиции спиралей отличаются друг от друга скользящей ногой (правая, левая), ребром (наружное, внутреннее), направлением скольжения (вперед, назад) и позицией свободной ноги (назад, вперед, в сторону).
Для того, чтобы спираль была засчитана, нужно находиться в позиции не менее 7 секунд.
Они, также как и дорожки шагов, оцениваются четырьмя уровнями сложности.

### Вращения

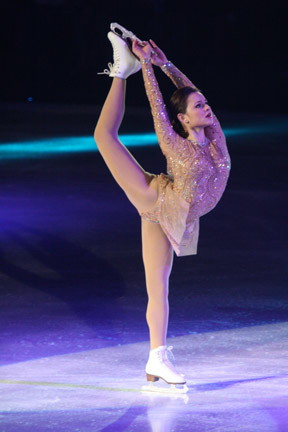
Вращение Бильман (Саша Коэн)

Кривизна полоза вызвала в фигурном катании появление большого количества самых разнообразных вращений на лезвии одного или двух коньков.
Различают вращения стоя (например, «заклон»), вращения в приседе («волчок») и вращения в положении «ласточка» (Либела).
Смена ноги при исполнении вращений и смена позиции позволяет выполнить комбинацию вращений.

### Прыжки
Прыжки разделяются на две группы — рёберные и носковые (зубцовые). Отталкивание ото льда в рёберных прыжках происходит с ребра конька, в носковых — толчком зубцом конька.
Сейчас фигуристы выполняют 6 основных видов прыжков — тулуп, сальхов, риттбергер, флип, лутц и аксель.
Сальхов, риттбергер и аксель относятся к рёберным прыжкам, а тулуп, флип и лутц — к зубцовым.

## Фигурное катание как физкультура
Существуют неквалификационные соревнования для бывших спортсменов и людей, освоивших коньки в зрелом возрасте. Если участников немного, мужчины и женщины могут иметь общий зачёт (разделение идёт по уровню катания — например, «пре-бронзовым» разрешены прыжки до одного оборота, кроме лутца), если много — в дополнение к уровню делят по возрасту. Одиночников обычно делят на четыре-пять групп, пары — на две-три. Одиночники и пары откатывают одну укороченную программу, танцоры — два танца. На таких соревнованиях бывают необычные дисциплины — например, танцы в одиночку, импровизация (участники прослушивают музыку, после чего им даётся полчаса на создание программы) или обязательные фигуры.

## Фигурное катание в культуре
- Фильм «Королева льда» (режиссёр Андрей Селиванов, в главных ролях Татьяна Догилева и Пётр Красилов) (Россия, 2008)
- Телесериал «Жаркий лёд» (Россия, 2008)
- Аниме-сериал «Yuri on Ice» (режиссёр Саё Ямамото) (Япония, 2016)[8]
- Аниме «Ginban Kaleidoscope» (режиссëр Рэй Кайбара) (Япония, 2003-2006)
- Фильм «Тоня против всех» (букв. — «Я, Тоня»; режиссёр Крейг Гиллеспи, в главной роли Марго Робби) (США, 2017)[9]
- Фильм «Attainment» (букв. «Достижение»; режиссёр Майкл Борода, в главной роли Роман Садовский) (Канада, 2018)[10]
- Фильм «Лёд» (режиссёр Олег Трофим, в главных ролях Аглая Тарасова и Александр Петров) (Россия, 2018)
- Фильм «Лёд 2» (режиссёр Жора Крыжовников, в главных ролях Александр Петров и Виталия Корниенко) (Россия, 2020)
- Сериал «Последний аксель» (режиссёр Анарио Мамедов, в главных ролях Елена Подкаминская и Ангелина Загребина) (Россия, 2021)

### В филателии

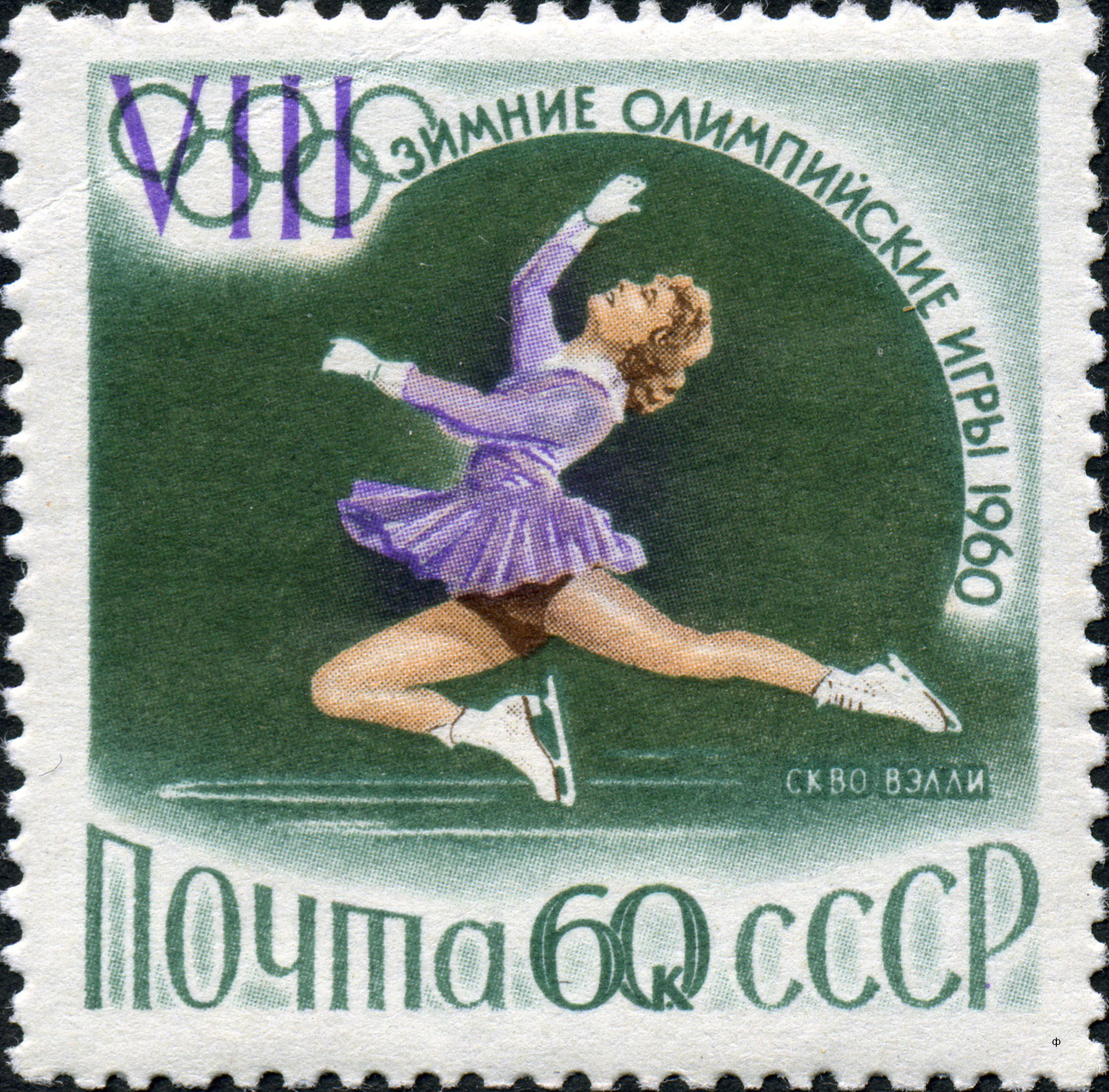
Почтовая марка, 1960 год. Зимние Олимпийские игры 1960
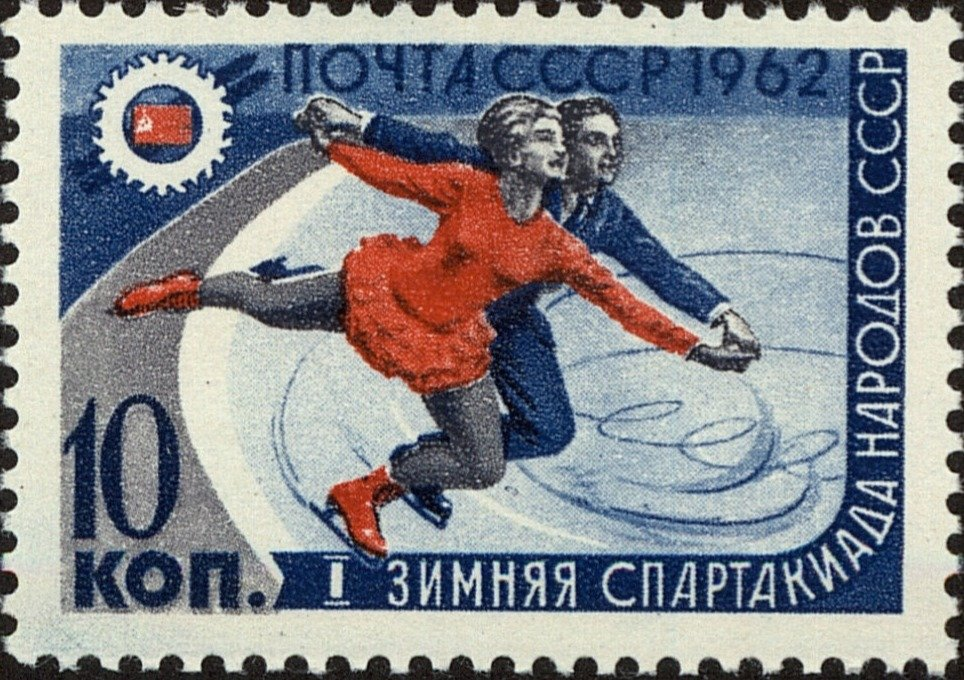
Почтовая марка СССР, 1962 год
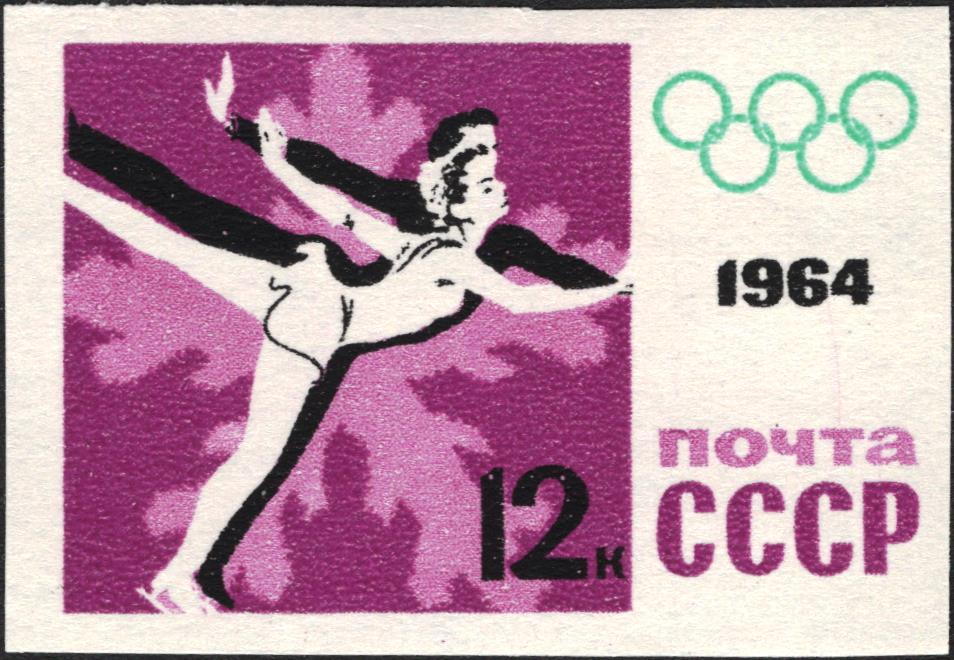
Почтовая марка СССР, 1964 год
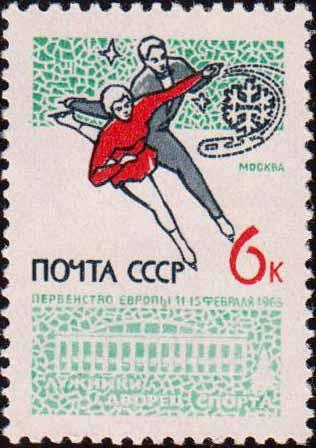
Почтовая марка, 1965 год. Чемпионат Европы
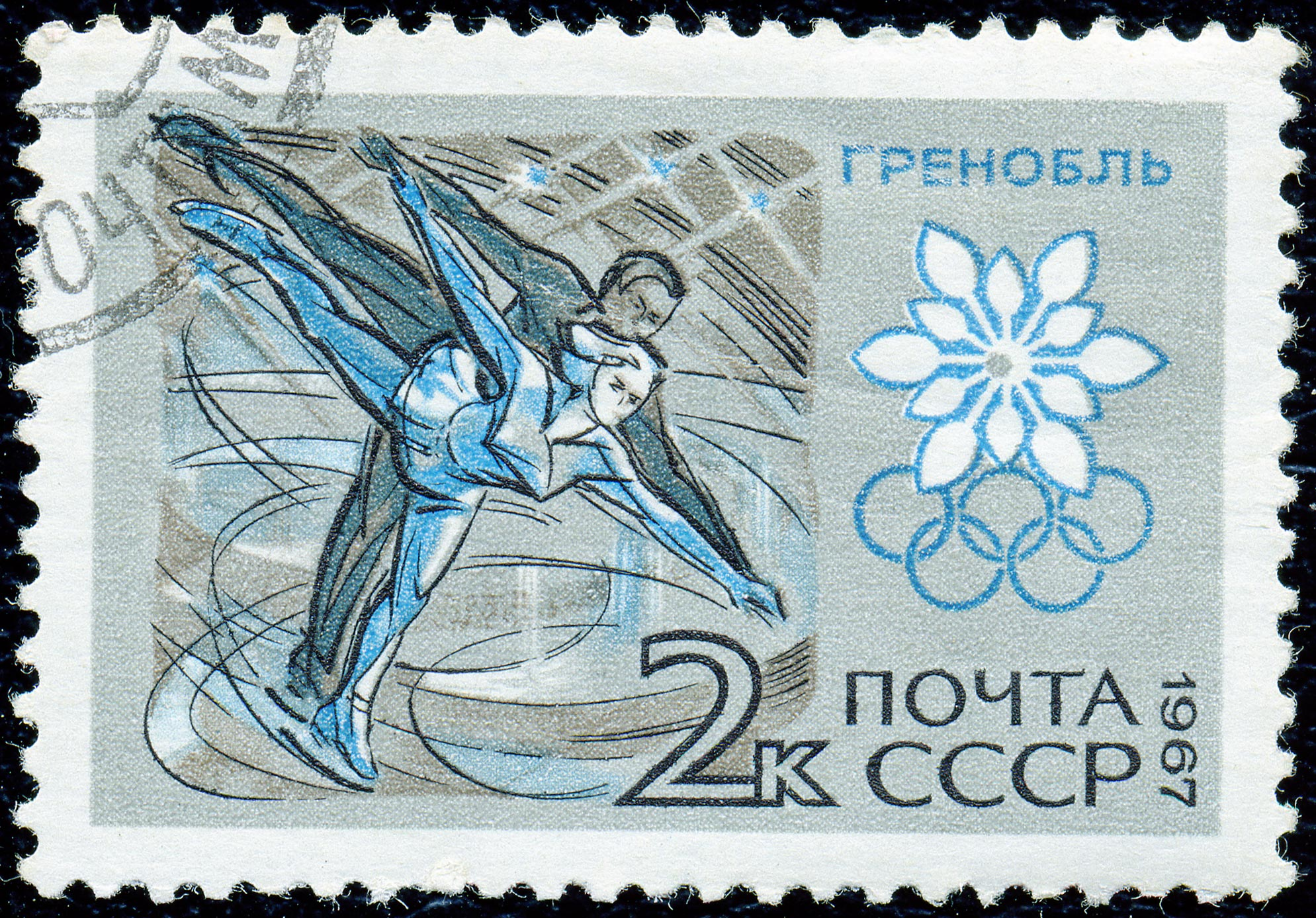
Почтовая марка СССР. Зимние Олимпийские игры 1968
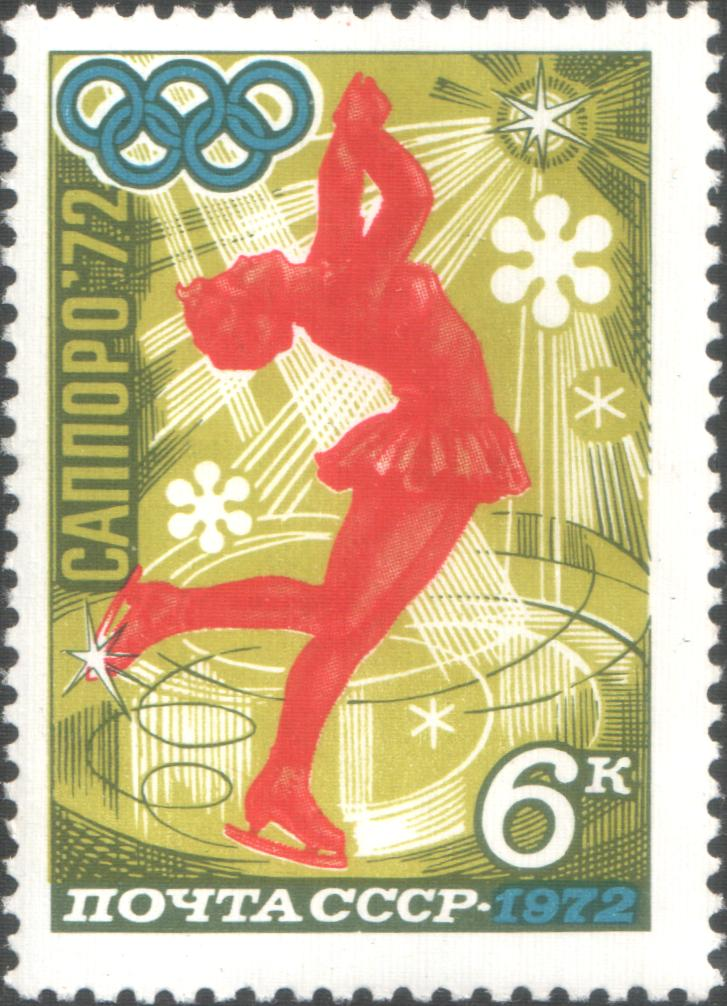
Почтовая марка СССР. Зимние Олимпийские игры 1972
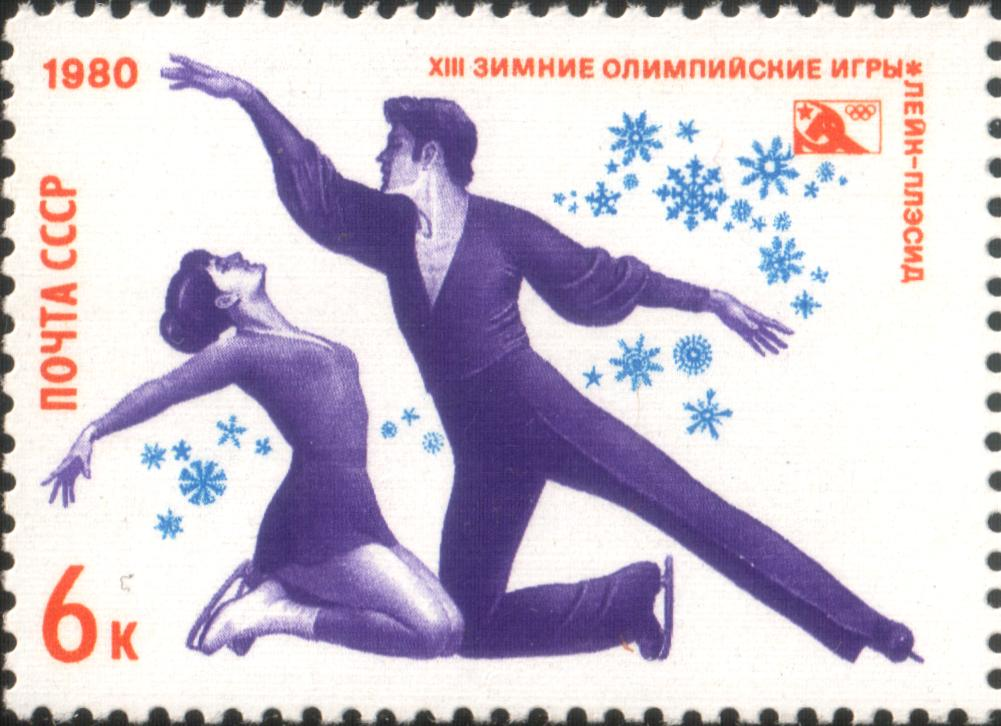
Почтовая марка 1980 год
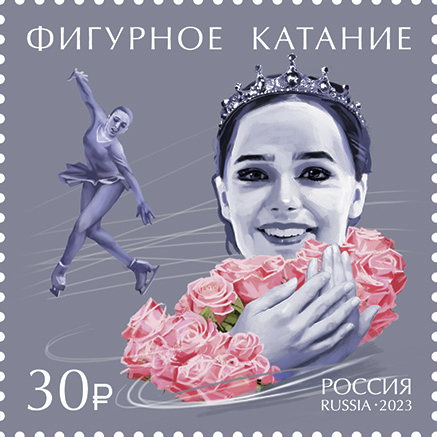
Почтовая марка 2023 год